# Koninklijke Belgische Biljartbond
Der Koninklijke Belgische Biljartbond (KBBB), bzw. Federation Royale Belge de Billard (FRBB) (deutsch: Königlicher Belgischer Billardbund) ist der belgische Dachverband für Karambolagebillard. Als Nationalverband ist er der Confédération Européenne de Billard (CEB) unterstellt und damit auch dem Weltverband Union Mondiale de Billard (UMB). Er ist auf nationaler Ebene dem Belgischen Olympisches und Interföderales Komitee (NOC) angeschlossen. Der Verband war bei seiner Gründung 1906 einer der ersten, neben Frankreichs FFB (1903), auf dem europäischen Kontinent.

## Aufgaben
Der KBBB umfasst alle Disziplinen des Karambolage, Freien Partie, Cadre, Einband, Dreiband und 5-Kegel-Billard. Er ist verantwortlich für die Verwaltung der belgischen Vereine und Spieler, für die Organisation von nationalen Turnieren, wie der Belgischen Dreiband-Meisterschaft, den daraus resultierenden belgischen Meistern und der Entsendung dieser zu europäischen Meisterschaften.

## Regionalverbände
Folgende Regionalverbände (Provinzen) sind der KBBB angeschlossen:
- Region Antwerpen
- Region Flandern (Ost und West)
- Region Brabant
- Region Hennegau
- Region Limburg
- Region Luxemburg